# 开柳铁路
开柳铁路为河南省地方窄轨铁路，全长19公里，共有车站5个。线路南端起自开封市文庄站，向北至黄河南岸大堤旁的马庄。该铁路是为响应1952年毛泽东视察黄河柳园口时提出“要把黄河的事情办好”而修建的。当初建铁路的目的是为向黄河大堤运送防洪石料，兼做开封市南北运输交通工具。开柳铁路于1959年11月破土动工；1960年3月完成路基土方工程，4月开始铺轨，8月23日铺至开封市机制砖瓦厂段通车，9月28日铺至马庄，铁路全线竣工通车。1963年4月6日，黄委会批准延长开柳铁路3.634公里。
后来，该铁路因运输需求减少而逐渐废弃，如今已难寻踪迹。

## 车站设置
开柳铁路共设以下车站：
文庄站、汴京路站、北门站、王周庄站、柳园口（马庄）站。